# 슈텔리호른
슈텔리호른(독일어: Stellihorn)은 스위스 발레주의 마트마르크호가 내려다보이는 페나인 알프스의 산이다. 자스 계곡 상류의 자스-알마겔 남쪽에 있다. 북쪽은 놀렌 빙하라는 빙하로 덮여 있다.
저수지의 댐에서 정상은 서쪽 능선을 따라 가도 없는 길을 오르면, 약 4시간 만에 도착한다. 하위 정상 "슈텔리"(3356m)를 지나 난이도 II(UIAA)의 능선 등반에서 주요 정상에 도달한다.
슈텔리는 비스탈을 통해 투어링 스키로 쉽게 도달할 수 있으며, 나머지는 도보로 이동해야 한다.